# アンキオルニス
アンキオルニス (Anchiornis)は、4枚の翼をもつ原鳥類恐竜の属の一つ。 属名は古代ギリシア語で「ほとんど鳥」を意味する。既知の唯一の種、アンキオルニス・ハクスリー(Anchiornis huxleyi )は現生鳥類との類縁性にちなんでトーマス・ハクスリーに献名された。アンキオルニスの化石は中国遼寧省にある髫髻山層だけで見つかっている。地質年代は1億6000万年前の後期ジュラ紀である。アンキオルニスは数百の標本から知られ、そのうちのいくつかは特筆すべき保存状態である。これらはほぼ全身の外観を特定できる世界初の恐竜種であり、鳥類の初期進化に関する重要な情報源になった。

## 記載

ヒトとのサイズ比較

アンキオルニス・ハクスリー( Anchiornis huxleyi )は、三角形の頭骨をもつ二足歩行の小型獣脚類で、いくつかの特徴をドロマエオサウルス科やトロオドン科、原始的な鳥類と共有する。 他の初期鳥類のようにアンキオルニスは小さく、カラス大であった。翼の生えた長い前肢、長い脚、長い尾をもつ。全ての原鳥類同様、羽毛に覆われており、同時に部分的に鱗も持っていた。  翼と脚と尾には、長いが比較的狭い羽毛が備わっていた。2タイプの単純なダウンフェザーが身体の残りの部分を覆っていた。シノルニトサウルスに見られるような基部にくっついた繊維で構成されたダウンフェザー、および中央羽軸に沿って羽枝が取り付けられたより複雑なダウンフェザーである。長く単純な羽は頭部と頸部、脛、腿、および尾の前半部の大部分を覆っていた。尾の残りは大羽が生えていた。頭部の長い羽はおそらく鶏冠を形成していた。アンキオルニスの最初の標本は、体の保存された部分の周りのかすかな羽の痕跡のみを保存していたが、それ以降、多くの保存状態の良い化石が見つかった。レーザー蛍光を使用した研究により、羽の詳細だけでなく、皮膚および筋肉組織の詳細も明らかになった。つまり、これらの証拠は科学者にアンキオルニスの解剖学的に完全な全体像を示唆した。追加の研究では、アンキオルニスには、長くて独立した柔軟なとげのある短い羽軸で構成される羽毛があったことが示されている。これらのとげは、2本の対向するブレード状で低い角度で羽軸から突き出ていた。これにより、各羽に全体的に二股の形状が与えられ、獣脚類は現代の鳥に見られるよりも柔らかい質感ともふもふの羽を持っていたことがわかった。 もふもふの羽毛は、おそらく体温調節および撥水能力に影響を与え、オープンベインの羽と組み合わせて、空力効率を低下させていたと思われる。
当初、全長は34センチメートル、体重は0.11キログラムと推定されたが、いくつかの標本はそれよりも大きく、約40センチメートル、0.25キログラムにまで成長できた。アンキオルニスの翼開長は約50cmである。

### 翼

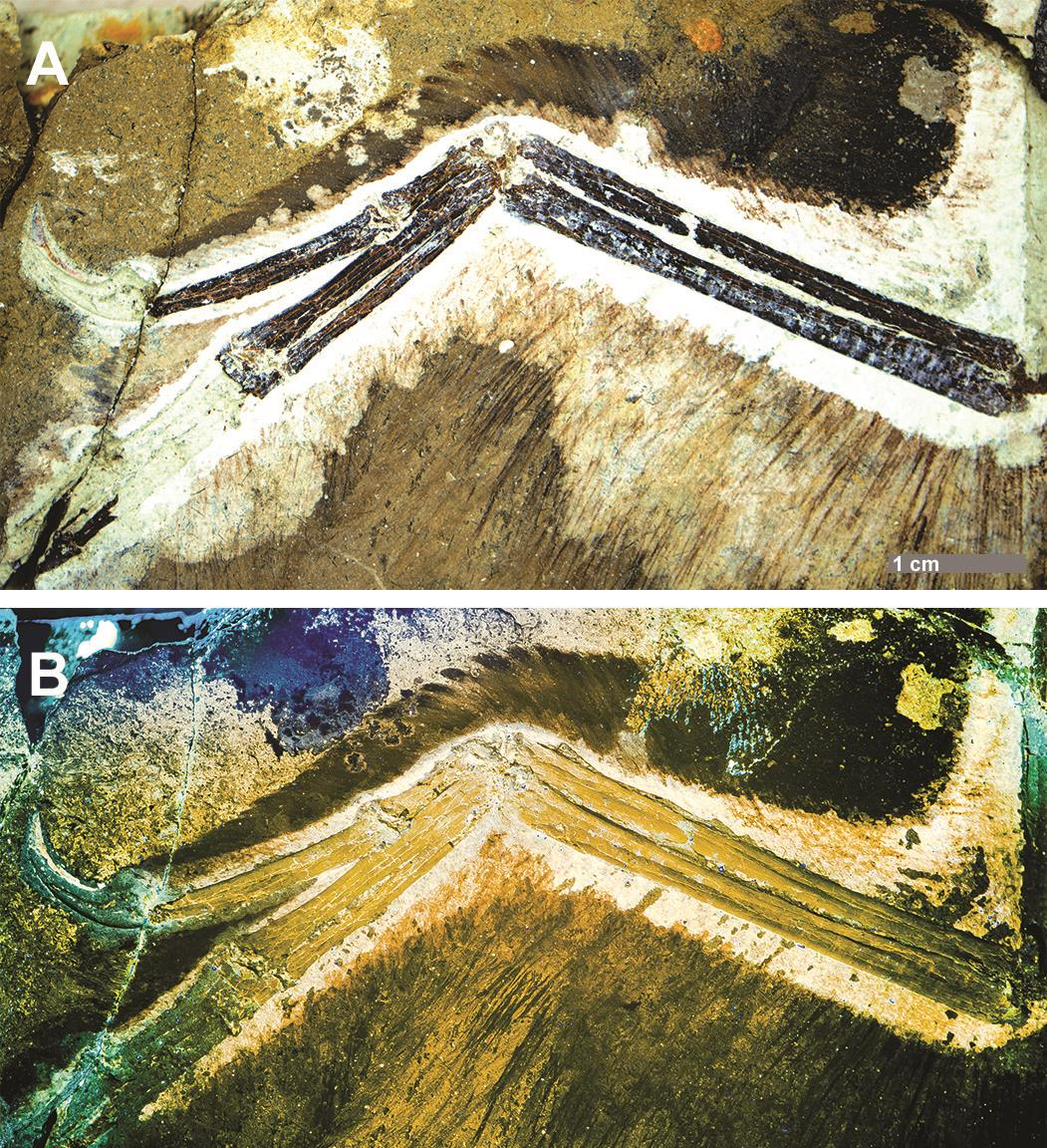
皮膚の輪郭(白い区画)と羽毛の化石(黒い区画)を含む翼の化石。

ほかの初期の原鳥類のように、アンキオルニスは、前肢から伸びる柔らかい羽毛でできた翼を持っていた。 アンキオルニスの翼は、11枚の初列風切と10枚の次列風切で構成される。初列風切はほとんど次列風切と同じくらいの長さであり、丸みを帯びた翼形をしている。翼の羽は曲がっているが左右対称な羽軸で、サイズの割に小さく薄く、先端が丸い。これらの特徴は飛行能力に乏しかった事を示唆する。近縁な恐竜、ミクロラプトルと始祖鳥においては、最も長い羽は翼の先端に最も近いところに位置し、翼自体を長く尖らせている。しかしアンキオルニスの場合、最も長い翼の羽は手首に最も近く、翼の最も広い部分が中央付近になっており、翼の先端が丸みを帯びているため、飛行能力は低いと見なされる。
他のマニラプトラのように、アンキオルニスは原始的な翼を持っていた。皮膚のフラップが手首から肩にかけてと翼の先端の前側の周囲に繋がっている。アンキオルニスにおいて、翼のこの部分は綿羽に覆われている。 この綿羽は翼を滑らかにし、大きな初列風切と次列風切の隙間を覆っていた。しかし、現代の鳥類と異なり、アンキオルニスの綿羽は整列していない。 綿羽の配置は、鳥やより派生的な原鳥類よりもアンキオルニスの方が原始的であった。現代の鳥では、綿羽は通常、翼の上部のみを覆い、翼の表面のほとんどは覆われていない飛行羽で構成されている。一方、いくつかのアンキオルニスの化石では、複数の層の綿羽が下に伸びて翼の表面のほとんどを覆っているように見えるため、翼は基本的に幅の広い層ではなく複数の羽の層でできていると考えられる。この多層の羽の配置は、初列風切と次列風切自体が狭くて弱いことからすると羽を強化するのに役立っていた可能性がある。
翼は3本の爪の生えた指を含む。しかしながら、より原始的な獣脚類と異なり、より長い2本の指は分岐しておらず、皮膚と翼を形成する他の組織によって結合されていたため、アンキオルニスは実質的に2本指であった。この結合された指は、主翼の基部を支えるのを補助する皮膜より後ろの部分、または皮膚の皮弁および他の組織に組み込まれた。つま先のように、指の腹側の周りの皮膚は小さな丸い鱗で覆われていた。つま先とは異なり、指の骨の下側の肉は骨自体の2倍の厚さで、明確なパッドはなかった。代わりに、指はまっすぐで滑らかで、関節に大きなしわはなかった。初期のペンナラプトラの化石では、指の周囲の鱗や皮膚が保存されることはほとんどない。唯一の注目すべき例外は、アンキオルニスとカウディプテリクスである。

### 脚

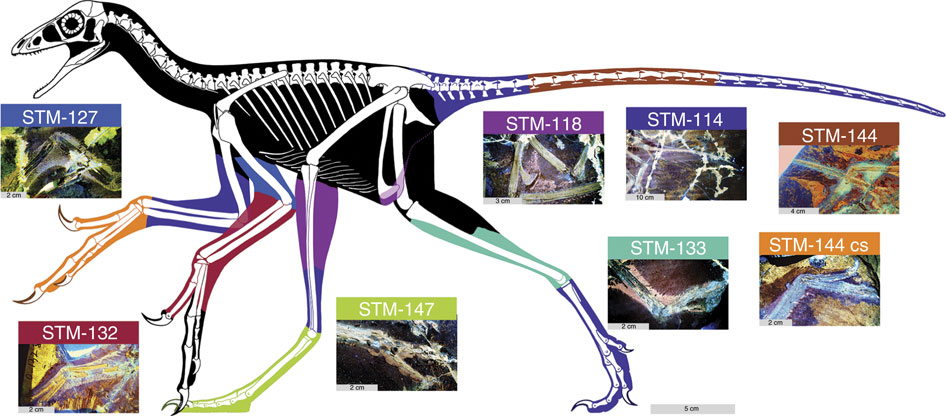
2017年のスコット・ハートマンによる骨格復元図

前肢の翼に加え、アンキオルニスは長い羽根からなる翼を後肢にも備えていた。これによりミクロラプトルやサペオルニスのような似た動物と共に「四枚の翼をもつ恐竜」と呼ばれている。しかしながら、アンキオルニスの後肢の羽根は飛行に適した形をしていないと考えられ、飛行よりもディスプレイのための構造だったと思われている。
アンキオルニスは非常に長い後肢をもっており、走るのが速かったと思われる。しかしながら、走行性の動物は脚の毛や羽が減り、かつ増えない傾向があるため、脚の広範を覆う羽はこれらが痕跡的な特徴である可能性があることを示している。ほとんどの原鳥類のように、アンキオルニスは4本の指を足にもっていた。第3趾が最も長い。 第1趾は枝に止まる種の鳥類のようには対向していない
。アンキオルニスの後翼はミクロラプトルのそれよりも短く、脛骨に固定された12〜13枚、足根に10〜11枚の風切羽で構成されている。また、ミクロラプトルとは異なり、後翼の羽は近位において最も長く、足の羽は短く下向きで、足の骨にほぼ垂直だった。
他の原鳥類と異なり、アンキオルニスの足は完全に羽毛に覆われていた。ただしその羽毛は後翼を構成する羽根よりはずっと短いものだった。いくつかの標本は足先や脛の鱗を保存している。このことは羽毛と鱗が同じ箇所に同時に存在していた事を示唆している。足指の裏側には肉質のパッドが付いていた。その足裏パッドは細かい小石のような鱗に覆われていた。そのような鱗は足の表側にも存在していたと思われるが、既知の化石で確認することは非常に難しい。

### 色

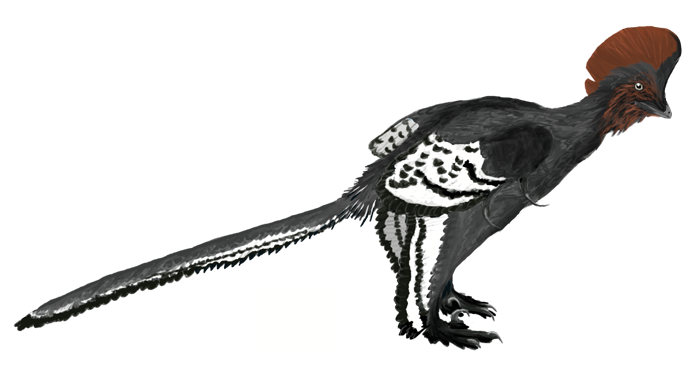
北京標本のカラーパターンに基づくM・Martyniukによる生体復元

2010年、科学者チームは、北京自然史博物館の非常によく保存されたアンキオルニス標本の羽に含まれる多くの点々を調べて、羽を与える色素細胞であるメラノソームの分布を調査した。科学者たちはメラノソームのタイプを研究し、それらを現代の鳥のものと比較することで、このアンキオルニスが生きているときに存在した特定の色と模様をマッピングした。この技法は、他の恐竜( シノサウロプテリクスの尾など）に使用・説明されていたが、ほぼ全身の色が判明した中生代の恐竜となった（ただしこの標本の尾は保存されていないことに注意）。この研究では、このアンキオルニス標本の羽毛のほとんどが灰色と黒であることが見出された。冠羽は、主に基部が灰色で先端が赤色。顔には主に黒色。頭の羽の間には赤褐色の斑点があった。前翼と後翼の羽は白で、先端は黒い。覆い羽は灰色で、主に白色である主翼とは対照的であった。翼のより大きな覆い羽も白色または灰色または黒色の先端で、翼の中央に沿って暗いドットの列を形成していた。これらは、外側の翼に暗い縞模様またはドットの列（初列雨覆い）の様相だが、内側の翼にはより不均一な斑の配列（次列雨覆い）があった。脛は長い後翼の羽以外は灰色で、足とつま先は黒色だった。
2015年、Yizhou Fossil & Geology Park で見つかったアンキオルニスの第2標本で同様の研究が行われ、すべての羽にメラノソームの模様が残っている事が確認された。2010年の研究とは対照的に、唯一灰色のメラノソームのみが発見された。冠羽を調べたときでさえ、赤褐色のメラノソームは見られなかった。この2番目の研究を実施した科学者は、この矛盾についていくつかの可能性を指摘している。まず、メラノソームの保存状態が異なる可能性や、調査技術が研究結果に影響を与えた可能性がある。第二に、北京博物館の標本が小さかった事から、アンキオルニスは成長または老化するにつれて、色素が置き換えられた可能性がある。第三に、アンキオルニスの羽毛の色のパターンは地域差があるか、二つの標本は種が異なるアンキオルニスだった可能性がある。

## 発見と研究史

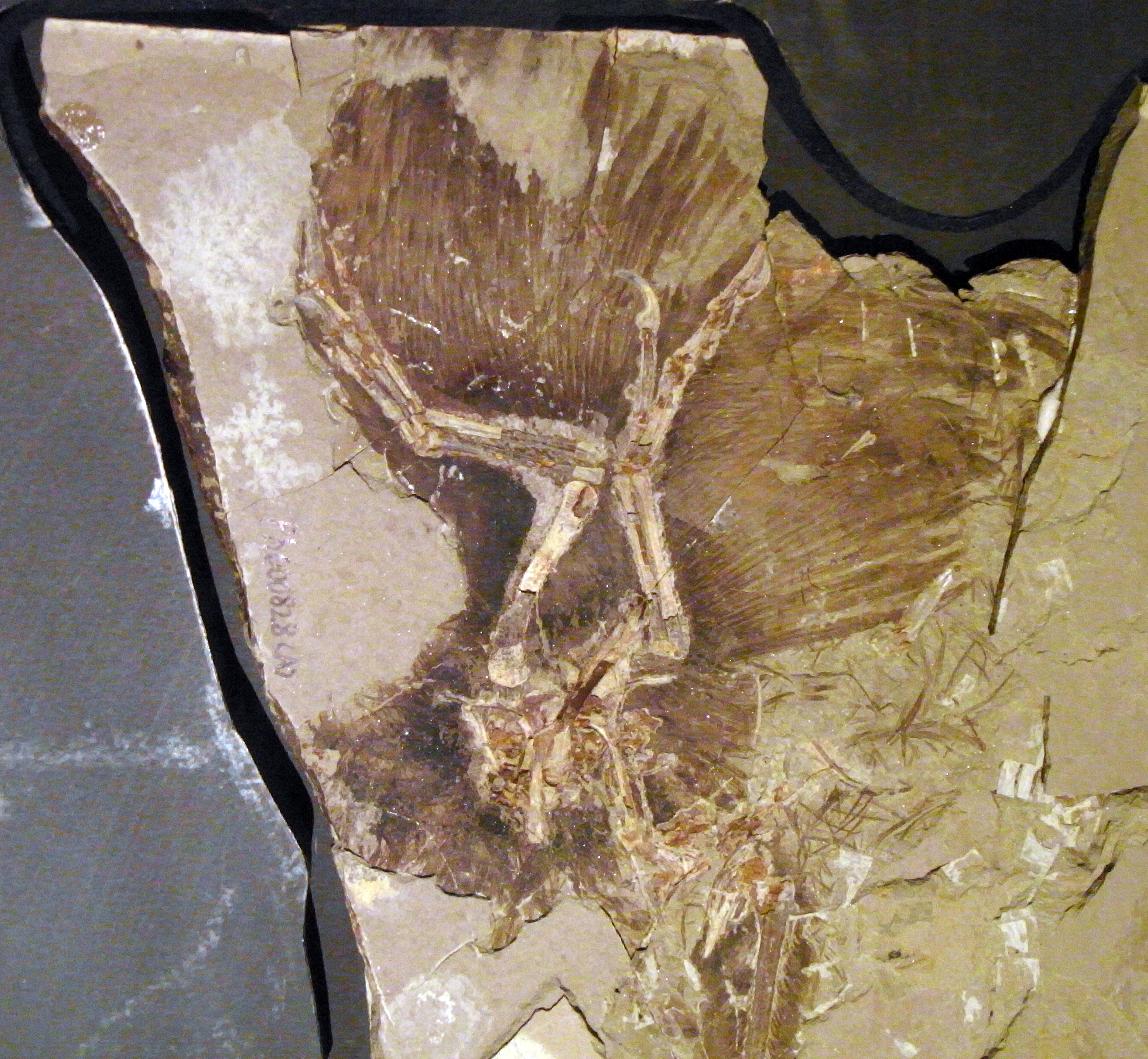
2010年の研究で色素細胞が認められた北京標本

アンキオルニスの最初の標本は、中国遼寧省建昌県の要路溝で発掘された。その地層は年代測定が難しいが、ほとんどの研究では髫髻山層はジュラ紀のオックスフォード期(1億6089万〜1億6025万年前)と推定されている。徐星らによる研究と記載は2009年にChinese Science Bulletin で発表された。この標本は現在、古生物学古人類学研究所に収蔵されており IVPP V14378 とナンバリングされている。これは頭骨と尾の一部と右前肢を欠いている。
第2標本は地元の農家によって瀋陽師範大学の科学者に提供された。農夫によると、この標本は大西山の近くで、第1標本とほぼ同じ地質年代の髫髻山層から発見されていた。 2人の科学者がこのサイトを訪れ、新しい化石とそこで見つかった岩の種類を比較し、新標本がおそらく農夫が述べた地域から出たものであることを確認することができた。彼らは、いくつかの魚の化石とアンキオルニスの第3標本を発掘した。
農夫の化石は研究され、2009年9月24日にネイチャーに記載された。それは遼寧古生物学博物館に収蔵され、LPM – B00 169 とナンバリングされた。それは第1標本よりも大きくより完全で、四肢の羽もよく保存されており、ミクロラプトルとの類似性を示唆していた。

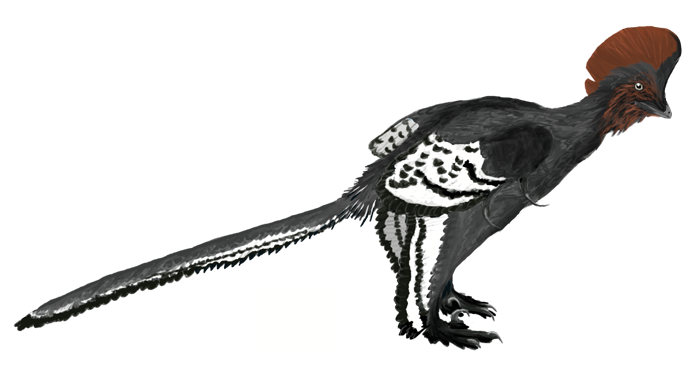
北京標本のカラーパターンに基づくM・ Martyniukによる生体復元

詳細に記載されているのはわずかな標本だけであり、多くの他の標本は未同定のまま個人または博物館のコレクションになっている。それらのうち一つは、尾を欠いたほぼ完全な骨格であり、羽毛印象も良好に保存されている。これは2010年に報告された。この化石はアンキオルニスが頭に冠羽を持っていた証拠である。またこの動物が生きていた時の色に関する研究に使用された。これは北京自然史博物館に所蔵された。標本番号は、BMNHC PH828 である。タイプロカリティで発見された他の標本の一つは、地元の化石業者によって発掘され、夷洲化石地質学公園に売られた。標本番号は YTGP-T5199 である。この化石は完全に近い骨格で、地質学公園の科学者によって剖出・研究され、アンキオルニスであると特定された。これは走査型電子顕微鏡を用いて羽毛の微細構造が研究された。この研究ではよく保存されたメラノソームが調べられた。その研究に携わった科学者たちは、この標本で見つかった色素がBMNHC PH828で報告されたものと異なることを発見し、BMNHC標本は実際にはアンキオルニスではない可能性があることに気づいた。